# 제3대 뮈라 백작 조아킴 조제프 앙드레 뮈라
제3대 뮈라 백작 조아킴 조제프 앙드레 뮈라(프랑스어: Joachim Joseph André Murat, 3e comte Murat, 1828년 12월 12일 ~ 1904년 12월 11일)는 나폴레옹 보나파르트 시대의 장성급 장교자 프랑스의 황제와 결혼한 조제핀 뮈라의 후손인 프랑스의 외교관이자 정치인이었다. 그는 또한 프랑스 제2제국과 제3공화국 시기에 걸쳐 다양한 외교 및 정치 활동을 수행한 인물이다.

## 생애

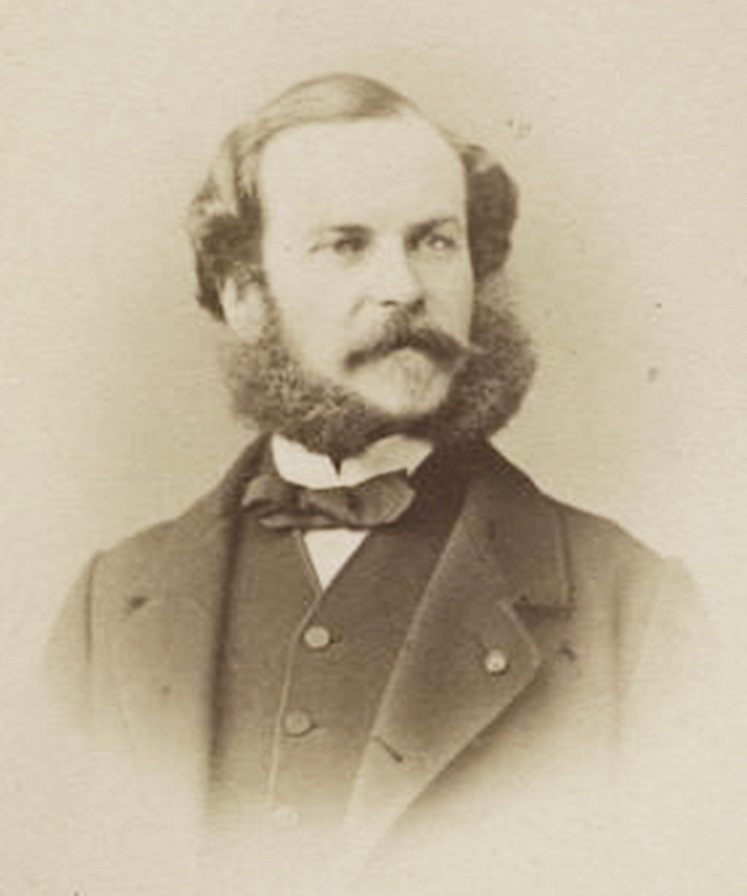
제3대 뮈라 백작 조아킴 조제프 앙드레 뮈라

제3대 뮈라 백작 조아킴 조제프 앙드레 뮈라는 1828년 12월 12일 프랑스 파리에서 귀족 가문에서 태어났으며, 가문은 나폴레옹 전쟁 시기 군사적 공적과 정치적 영향력을 갖춘 명문 가문으로 알려져 있다. 그의 부모와 가족 관계는 귀족 가문의 전통을 이어받아 교육과 정치적 지도를 중시했으며, 어린 시절부터 군사적 훈련과 인문학적 교육을 병행했다. 종교적으로는 프랑스의 로마 가톨릭교회라는 종교를 가졌으며, 이는 그의 외교 활동과 공직 생활에서 도덕적 기준과 가치 판단에 영향을 미쳤다. 그는 청년 시절 파리와 유럽 여러 도시에서 학문과 외교 실무를 익혔으며, 프랑스 외교부에 입문하여 다양한 유럽 국가를 대상으로 한 외교 임무를 수행했다. 그의 경력은 주로 프랑스의 외교적 이해관계를 증진시키는 데 집중됐으며, 특히 중부 유럽과 남부 유럽 지역에서의 프랑스의 정치적 영향력을 확대하는 데 기여했다. 그는 프랑스 제2제국 말기와 프랑스 제3공화국 초기에 걸쳐 외교관으로서 중요한 역할을 수행했다. 프랑스와 다른 유럽 열강 간의 조약과 협상에서 중재자자 협상가로서의 명성을 쌓았다. 말년에는 공직에서 물러나 귀족적 저택에서 학문과 저술에 몰두했으며, 외교적 경험과 가문 전통을 바탕으로 외교 정책과 국제 관계에 관한 저술을 남겼다. 그는 1904년 12월 11일 프랑스 파리에서 향년 75세로 사망했으며, 사망원인은 당시 기록에 따르면 자연사였으며, 그의 유해는 가족의 전통적 매장지에 묻혔다. 그의 유산은 단순히 외교적 성과에 국한되지 않고, 프랑스 귀족 가문의 외교적 전통을 계승하고 국제 관계에서의 프랑스의 전략적 입지를 강화한 점에서 평가된다. 주요 업적과 영향으로는 프랑스 외교 정책의 안정화와 유럽 내 정치적 중재 활동, 그리고 프랑스 제2제국과 프랑스 제3공화국 초기 외교 관계 형성에서의 기여가 있으며, 그의 생애는 프랑스 귀족과 외교관의 전형적 역할을 보여주는 사례로 기록된다. 또한 그는 다양한 외교적 협상과 조약 체결에서 실무적 능력과 정치적 통찰을 발휘했으며, 이를 통해 프랑스가 국제무대에서 자국의 이익을 효과적으로 보호하고 확장할 수 있는 기반을 마련했다. 그의 업적과 사상은 후대 외교관들에게도 영향을 미쳤으며, 프랑스 외교사에서 중요한 인물로 평가된다.

## 같이 보기
- 조약
- 조아킴 뮈라
- 나폴레옹 전쟁
- 프랑스 외교사
- 프랑스 제2제국
- 프랑스 제3공화국
- 나폴레옹 보나파르트

|  | 프랑스의 국회의원 1854년 11월 15일 ~ 1871년 11월 14일 |